# Билбо Багинс
Билбо Багинс је измишљени лик из романа о Средњој земљи Џ. Р. Р. Толкина. Као главни актер појављује се у роману „Хобит“, а као споредни у трилогији „Господар прстенова“.
Билбо је Хобит из Округа. Он је приликом свог путовања случајно пронашао Јединствени Прстен за којим је трагао Мрачни господар Саурон. Након тога је још шездесет година живео у Округу, да би одатле заувек отишао и постао гост Вилењака Елронда у Риванделу. Као један од Носилаца Прстена напустио је Средњу земљу на крају Трећег раздобља.

## Биографија лика
Билбо се родио у Округу 2890. године Трећег раздобља. Његови родитељи били су Банго Багинс и Беладона Тук. Банго је био имућан и угледан, првенствено због тога што се никада није упуштао у пустоловине, што се сматрало врлином код Хобита. Са друге стране, породица Тук је била позната по свом авантуризму и радозналости. Билбо је управо од своје мајке наследио ту црту личности, која је била најуочљивија у детињству. Међутим, како је одрастао и наследио очеву имовину, постао је типичан Хобит по понашању и ставовима.
Једног јутра, 2941. године, чаробњак Гандалф је посетио Билбову кућу и предложио му да крене са њим на путовање. Билбо је одбио ни не распитавши се о чему се ради али је ипак, из хобитске пристојности, позвао Гандалфа на чај наредног дана. На његово изненађење, у његову кућу су, заједно са Гандалфом, дошла тринаесторица патуљака. Они су му подробније објаснили о каквом је путовању реч. Пре неколико стотина година, змај Шмауг је напао патуљачко краљевство Еребор под Самотном планином. Патуљци су побегли, али после година лутања желели су да поврате своја богатства која је Шмауг украо. Билба је Гандалф предложио да буде обијач у том подухвату. Билбо у почетку није желео да пође и одлучно се противио. Међутим, следећег јутра, када је видео да су Патуљци отишли, у њему се пробудила жеља за авантуром и он је у крајњој журби напустио свој дом трчећи за њима.
Патуљци, Билбо и Гандалф су прошли кроз вилењачки град Ривендел и запутили се преко Маглених планина. Том приликом су их напали Бауци (Гоблини), а Билбо је приликом бежања залутао у једну пећину у којој је живело створење звано Голум. Билбо је несвесно покупио један прстен који је Голуму испао и ставио га у џеп. Када га је Голум открио, договорили су се да одиграју игру загонетки. Уколико победи Билбо, Голум би га извео напоље, међутим, ако изгуби, биће поједен. Билбо је победио и затражио од Голума да му покаже излаз, али је овај открио да му је нестао прстен и, схвативши да је код Хобита, напао га. Билбо је ставио прстен откривши да даје невидљивост и побегао из пећине.
Билбо је одиграо кључну улогу у побеђивању Шмауга, вешто искористивши моћ прстена. Он је открио где је змајево рањиво место, што је касније омогућило стрелцу Барду из града Дола да га убије. Потом је Билбо присуствовао Бици пет армија, између Патуљака, Вилењака и Људи с једне, и Баука и Варги са друге стране. Добио је део патуљачког богатства и заједно са Гандалфом се вратио кући у Округ.
Шездесет година касније, Билбо се спремао да прослави свој 111-и рођендан. Изгледао исто као када је кретао на пут ка Самотној планини, пошто је прстен, којег је још увек чувао, успоравао старење. Билбо је решио да после рођенданске забаве заувек напусти Округ и остави све свом нећаку Фроду, којег је усвојио након смрти његових родитеља. Приликом прославе навукао је прстен и нестао, тако изазвавши шок међу званицама. Није успео да превари једино Гандалфа, који је већ видео како прстен функционише. Гандалф се вратио у Билбов дом, где је овај невидљив отишао спремајући се да крене на пут. Билбо му је рекао да планира да остави прстен Фроду, али пред сам полазак било му је невероватно тешко да се растане од њега. Размишљао је о томе да га заувек задржи. Ту се испољила моћ прстена да има изразито привлачно дејство на онога ко га носи. Тек уз Гандалфову помоћ успео је да га остави и оде вилењацима у Ривендел.
Гандалф је касније открио да је прстен који је Билбо поседовао у ствари Јединствени Прстен Саурона, Мрачног господара из Мордора. Саурон је тежио да се сједини са својим Прстеном, како би стекао пуну моћ, јер је већи део своје снаге уградио у њега. Фродо Багинс је пристао да однесе Прстен у Мордор и да га уништи, што представља главну окосницу радње „Господара прстенова“. Међутим, Билбо не улази у великој мери у радњу тих романа. Он је планирао да поново оде и види планине, али су га године, одлагане дугим ношењем прстена, коначно сустигле и није имао снаге да оде даље од Ривендела. Тамо је провео двадесет година, пишући књигу о својим и Фродовим путовањима. На дан свог 131-ог рођендана, Билбо заједно са Фродом, Гандалфом и вилењацима напушта Средњу земљу и одлази преко мора у земљу Валара, Валинор.

## Филм
У анимираној верзији Господара прстенова Ралфа Бакшија  из 1978. године, Билбу је глас позајмио Норман Берд. У снимцима живих покрета које је Бакши користио за ротоскопирање, Били Барти је био модел за неколико хобита, укључујући и Билба.
Билба је у филмовима Господар прстенова: Дружина прстена (2001) и Господар прстенова: Повратак краља (2003) глумио Ијан Холм, који је претходно позајмио глас Фроду у радио-серији Би-Би-Сија, 20 година раније. 
У трилогији Хобит, која представља преднаставак Господара прстенова, младог Билба је глумио Мартин Фриман, док је Ијан Холм репризирао улогу старог Билба у филмовима Неочекивано путовање (2012) и Битка пет армија (2014).